# Carinesta uchidai
Carinesta uchidai är en djurart som tillhör fylumet slemmaskar, och som beskrevs av Jirô Iwata 1952. Carinesta uchidai ingår i släktet Carinesta och familjen Tubulanidae. Inga underarter finns listade i Catalogue of Life.